# المالکیه، اعزاز
المالکیه (به عربی: المالکیة) یک روستا در سوریه است که در ناحیه مرکزی اعزاز واقع شده‌است. المالکیه ۱۷۷ نفر جمعیت دارد.